# Lista de espécies invasoras na Austrália
Esta é uma lista de algumas das espécies invasoras notáveis na Austrália.

## Plantas invasoras
O Comitê Australiano de Ervas Daninhas mantém uma lista de ervas daninhas cobrindo todos os estados e territórios do país.
- Acacia farnesiana (acácia-amarela)[2]
- Ageratina riparia[3]
- Ailanthus altissima (árvore-do-céu)[1]
- Alternanthera philoxeroides (tripa-de-sapo)[1]
- Andropogon virginicus[4]
- Annona glabra (araticum-do-brejo)[1]
- Anredera cordifolia (trepadeira-da-madeira)[1]
- Ardisia elliptica[5]
- Arundo donax (canavieira)[1]
- Asparagus aethiopicus (samambaia-aspargo)[1]
- Berberis thunbergii (bérbere-japonês)[6]
- Brassica tournefortii[7]
- Bromus rubens (bromo-avermelhado)[8]
- Chrysanthemoides monilifera[1]
- Cinnamomum camphora (canforeira)[1]
- Cryptostegia grandiflora[9]
- Echium plantagineum (chupa-mel)[1]
- Hypericum perforatum (erva-de-são-joão)[10]
- Lantana camara (camará)[1]
- Leucanthemum vulgare (margarida)[11]
- Opuntia spp. (opúncia)[1]
- Solanum mauritianum (fumeiro)[1]

## Animais invasores

### Artrópodes

#### Crustáceos
- Amphibalanus improvisus (craca)[12]
- Carcinus maenas (caranguejo-verde)[13]
- Cherax destructor (lagostim-australiano)[14]
- Limnoria quadripunctata[15]

#### Insetos
- Bemisia tabaci (mosca-branca-da-batata-doce)[16]
- Solenopsis invicta (formiga-de-fogo-vermelha)[17]
- Vespula germanica (vespa-germânica)[18]
- Monomorium pharaonis (formiga-faraó)[19]
- Paratrechina Longicornis (formiga-louca)[20]
- Anoplolepis gracilipes (formiga-louca-amarela)[21]
- Apis cerana (abelha-melífera-asiática)[22]
- Aedes albopictus (mosquito-tigre-asiático)[23]
- Aethina tumida (besouro-pequeno-da-colmeia)[24]
- Aphis spiraecola (pulgão-verde-dos-citros)[25]
- Bruchophagus roddi (vespa-das-sementes)[26]
- Cerataphis lataniae (pulgão-das-palmeiras)[27]
- Ceratitis capitata (mosca-do-mediterrâneo)[28]
- Corythucha ciliata (tigre-do-plátano)[29]
- Diuraphis noxia (pulgão-russo)[30]
- Euwallacea perbrevis[31]
- Forficula auricularia (tesourinha)[32]
- Frankliniella occidentalis (tripes)[33]
- Hylurgus ligniperda (hilésina)[34]
- Idioscopus nitidulus[35]
- Linepithema humile (formiga-argentina)[36]
- Maconellicoccus hirsutus (cochonilha-rosada)[37]
- Monomorium destructor[38]
- Pheidole megacephala (formiga-cabeçuda)[39]
- Phylacteophaga froggatti[40]
- Pineus pini (cherme-do-pinheiro)[41]
- Sitobion miscanthi (afídeo-do-trigo)[42]
- Solenopsis geminata (formiga-de-fogo-tropical)[43]
- Spodoptera frugiperda (lagarta-do-cartucho)[44]
- Spodoptera litura (lagarta-desfolhadora)[45]
- Tapinoma melanocephalum (formiga-fantasma)[46]
- Tremex fuscicornis[47]
- Vespula vulgaris (vespa-comum)[48]
- Wasmannia auropunctata (pixixica)[49]
- Xanthogaleruca luteola (besouro-do-olmo)[50]
- Xyleborinus saxesenii[51]

### Moluscos
- Cernuella virgata[52]
- Cochlicella acuta[53]
- Cochlicella barbara[54]
- Deroceras invadens[55]
- Deroceras laeve (lesma-do-pântano)[56]
- Helix aspersa (caracoleta)[57]
- Magallana gigas[58]
- Musculista senhousia[59]
- Theba pisana[60]

### Cordados

#### Peixes (água doce)
- Acanthogobius flavimanus[61]
- Astronotus ocellatus (acará-grande)[62]
- Carassius auratus (peixinho-dourado)[63]
- Cyprinus carpio (carpa-comum)[64]
- Gambusia holbrooki (peixe-mosquito)[65]
- Misgurnus anguillicaudatus (dojô)[65]
- Oncorhynchus mykiss (truta-arco-íris)[66]
- Oreochromis spp. (tilápia)[65]
- Perca fluviatilis (perca-europeia)[67]
- Salmo trutta (truta-marrom)[68]
- Xiphophorus hellerii (espadinha)[69]

#### Répteis e anfíbios
- Hemidactylus frenatus (lagartixa)[70][71]
- Rhinella marina (sapo-cururu)[72]
- Trachemys scripta elegans (tartaruga-de-orelha-vermelha)[73]
- Lissotriton vulgaris (tritão-comum)[74]

#### Aves
- Acridotheres tristis (mainato-de-mascarilha-amarela)[75]
- Columba livia (pombo-comum)[76]
- Passer domesticus (pardal-doméstico)[77]
- Spilopelia chinensis (rola-da-china)[78]
- Sturnus vulgaris (estorninho-malhado)[79]
- Alauda arvensis (cotovia)[78]
- Turdus merula (melro)[78]
- Passer montanus (pardal-montês)[78]
- Carduelis carduelis (pintassilgo)[78]
- Chloris chloris (verdilhão)[78]
- Gallus gallus (galo-banquiva)[80]
- Gallus varius (galo-verde)[81]
- Pavo cristatus (pavão-comum)[82]
- Anas platyrhynchos (pato-real)[78]
- Spilopelia senegalensis (rola-do-senegal)[78]
- Turdus philomelos (tordo-comum)[78]

#### Mamíferos
- Bos javanicus (bantengue)[83]
- Bubalus bubalis (búfalo-asiático)[84]
- Camelus dromedarius (camelo)[85]
- Canis lupus familiaris (cão)[86]
- Capra hircus (cabra-doméstica)[85]
- Cervus elaphus (veado-vermelho)[87][85]
- Equus asinus (asno)[88]
- Equus caballus (cavalo)[88]
- Felis silvestris catus (gato)[85]
- Lepus europaeus (lebre-comum)[89]
- Mus musculus (camundongo)[90]
- Oryctolagus cuniculus (coelho-europeu)[91]
- Rattus norvegicus (ratazana)[92]
- Rattus rattus (rato-preto)[92]
- Sus scrofa domestica (porco-doméstico)[85]
- Vulpes vulpes (raposa-vermelha)[93]
- Funambulus pennantii (esquilo-de-palma-do-norte)[94]
- Axis axis (chital)[95]
- Axis porcinus (cervo-porco-indiano)[96]
- Rusa timorensis (cervo-de-timor)[97]
- Dama dama (gamo)[98]
- Rusa unicolor (sambar)[99]
- Mustela Putorius Furo (furão)[100]

### Equinodermes
- Asterias amurensis (estrela-do-mar-japonesa)[101]

## Fungos e patógenos invasores
- Batrachochytrium dendrobatidis (fungo-quítrido-anfíbio)[102]